# Palau-del-Vidre
Palau-del-Vidre település Franciaországban, Pyrénées-Orientales megyében. Lakosainak száma 3232 fő (2022. január 1.). Palau-del-Vidre Elne, Argelès-sur-Mer, Saint-André, Sorède, Laroque-des-Albères, Saint-Génis-des-Fontaines és Ortaffa községekkel határos.

## Népesség
A település népességének változása:
| Lakosok száma | 3153 | 3215 | 3226 | 3142 | 3106 | 3094 | 3092 | 3135 | 3232 |
|               | 2013 | 2015 | 2016 | 2017 | 2018 | 2019 | 2020 | 2021 | 2022 |